# Achref Zouaghi
Achref Zouaghi, né le 17 novembre 1989 à Sfax, est un footballeur tunisien évoluant au poste de défenseur.

## Clubs
- 2011-juillet 2014 : Club sportif sfaxien (Tunisie)
  - → juillet 2012-juin 2013 : Espoir sportif de Hammam Sousse (Tunisie)
  - → juillet 2013-juin 2014 : La Palme sportive de Tozeur (Tunisie)
- juillet 2014-juillet 2015 : Union sportive de Ben Guerdane (Tunisie)
- juillet 2015-juillet 2017 : Étoile sportive de Métlaoui (Tunisie)
- juillet 2017-janvier 2018 : Avenir sportif de Gabès (Tunisie)
- janvier 2018-juillet 2019 : Club sportif sfaxien (Tunisie)